# Terametopon endroedyi
Terametopon endroedyi är en skalbaggsart som beskrevs av Vienna 1987. Terametopon endroedyi ingår i släktet Terametopon och familjen stumpbaggar. Inga underarter finns listade i Catalogue of Life.